# سي-ستيشن
سي-ستيشن (باليابانية: シーステイション株式会社، بالروماجي: Shīsuteishon Kabushiki-gaisha) هو استوديو رسوم متحركة ياباني، تأسس في أغسطس 2009، هو استوديو رسوم متحركة ياباني تأسس في عام 2009، كامتداد لاستوديو بي تراين ويرأسه ريوجي مارو المنتج السابق ومدير الإنتاج لشركة بي تراي. يقع مقره في مدينة كوكوبونجي في طوكيو.

## أعمال الاستوديو

### مسلسلات أنمي تلفزيونية
- دراغونار أكاديمية (2014)[3][4]
- ستار ميو (2015–2019)[5][6][7][8]
- مخيم الإسترخاء (2018–2021)[9]
- هاكويو هوشين إينجي (2018)[10]
- هيا كامب (2020)[11]

### الأفلام
- لايد باك كامب موفي (2022)[12]

### أوفا / أونا
- أكامي غا كيل! (2014) (بالتعاون وايت فوكس)[13]
- ستار ميو (2016–2018)

## وصلات خارجية
- الموقع الرسمي باللغة اليابانية
- سي-ستيشن على موقع IMDb (الإنجليزية)
- سي-ستيشن على موقع ANN company (الإنجليزية)